# Vlamertinge
Vlamertinge is een dorp in de Belgische provincie West-Vlaanderen en een deelgemeente van de stad Ieper, het was een zelfstandige gemeente tot aan de gemeentelijke herindeling van 1977. De dorpskern van Vlamertinge ligt net buiten het stadscentrum van Ieper, langs de grote weg N38 naar de nabijgelegen stad Poperinge.
Naast het stadscentrum van Ieper zelf, is Vlamertinge de grootste deelgemeente van Ieper. In het westen van Vlamertinge, langs de weg naar Poperinge, ligt het gehucht Brandhoek.

## Geschiedenis

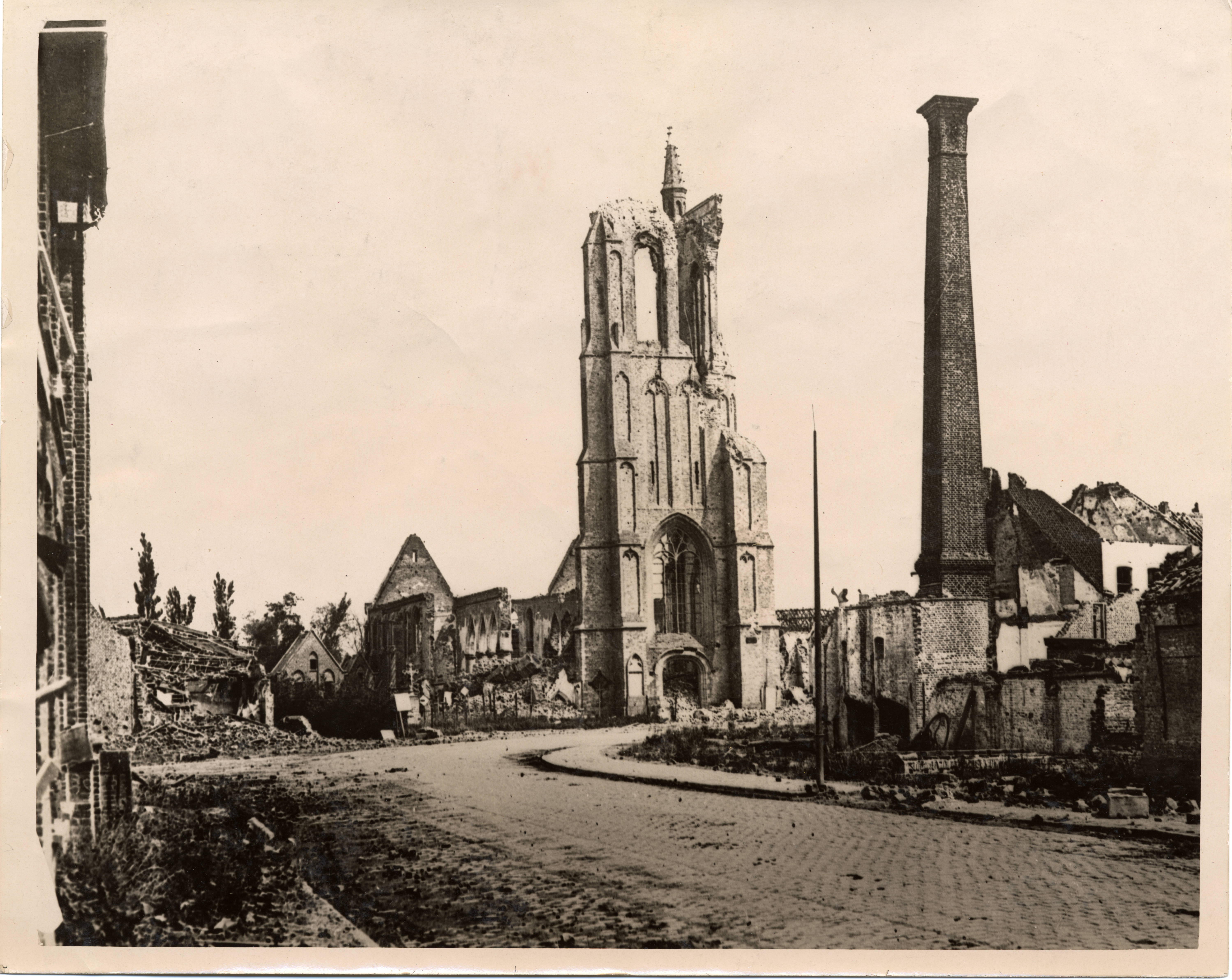
Ruïne van de kerk in de Eerste Wereldoorlog

De vroegste gegevens over Vlamertinge dateren uit de middeleeuwen. In 857 werd er een kapel gebouwd. In 970 werd Ieper vernield en brandde de kapel van Vlamertinge af. Het oudste document, tot heden bekend, waarop de naam Flambertenges voorkomt, is een akte van het jaar 1066. Boudewijn van Rijsel, graaf van Vlaanderen, zijn vrouw Adela en hun zoon Boudewijn, kenden in deze akte goederen toe aan de kerk en het kapittel van Sint-Pieters in Rijsel. Deze goederen waren onder andere een tiende gelegen in Elverdinge en eveneens een tiende gelegen in Vlamertinge - In territorio Furnensi, in villa Elverzenges, decinam unam ; Flambertenges decinam similiter unam.
In 1055 werd Vlamertinge tot parochie verheven. Tot in de 16e eeuw vormde Vlamertinge samen met Elverdinge een enkele (hoge) heerlijkheid. In de 16e eeuw was Lodewijk van Vlaanderen een der heren. In 1605 werd de heerlijkheid verkocht aan Jan de Cerf.
De heerlijkheid maakte deel uit van Veurne-Ambacht en kende 22 achterlenen. Zij had veel te lijden van de belegeringen van het nabije Ieper.
In de Eerste Wereldoorlog werd het hele dorp door bombardementen vernietigd. Daarna werd het herbouwd waarbij grotendeels het voormalige stratenpatroon werd aangehouden. 
In 1944, ten tijde van de Tweede Wereldoorlog, werd Vlamertinge bevrijd door een Poolse pantserdivisie.

## Demografische ontwikkeling

### Demografische ontwikkeling voor 1831
Vanaf 1487 tot 1697 was er een grote achteruitgang van het inwonersaantal van Vlamertinge. De meest plausibele verklaring hiervoor zou de Tachtigjarige Oorlog in de Nederlanden zijn geweest.
Gedurende de Eerste Wereldoorlog maakte het bevolkingsaantal opnieuw een terugval. Dit komt doordat het nabije Ieper, dat toen een frontstad was, zwaar werd gebombardeerd en Vlamertinge ook erg geleden heeft onder deze bombardementen.
Bronnen:
- http://www.dekroniekenvandewesthoek.be/de-23-hoeken-van-vlamertinge/
- https://lib.ugent.be/fulltxt/RUG01/001/309/960/RUG01-001309960_2010_0001_AC.pdf
- https://issuu.com/stadieper/docs/elverdingevlamertinge_brochure/42
- https://www.journalbelgianhistory.be/en/system/files/article_pdf/BTNG-RBHC%2C%2012%2C%201981%2C%201-2%2C%20pp%20027-058.pdf

### Demografische ontwikkeling sinds 1831
Gedurende de Eerste Wereldoorlog maakte het bevolkingsaantal een sterke terugval van 3534 inwoners in 1910 naar 758 in 1919. Dit komt doordat het nabije Ieper, dat toen een frontstad was, zwaar werd gebombardeerd en Vlamertinge ook erg geleden heeft onder deze bombardementen. Het inwoneraantal herstelt zich echter al heel snel en haalt in 1920 al terug het vooroorlogse niveau.
- Bronnen:NIS, Opm:1831 tot en met 1970=volkstellingen; 1976 = inwoneraantal op 31 december

## Etymologie
Vlamertinge zou komen van Flambert (een naam) + inga (zoon, afstammeling van (genitief)) + heim (woonplaats). De oudst bekende schrijfwijzen van het huidige Vlamertinge zijn: Flembertenges (1066), Flamertingha (1123), Flambertinghes (1142), Flamertinge (1154), Flamertinga (1185), Flamertinghe (1200), Flambertengues (1202), Flamertinghes (1238), Flamertinges (1269), Vlamertinghe (1272), Vlamertinghes (1275), Flamertenghe (1275), Vlamertincghe (1280).

## Bezienswaardigheden
- De Sint-Vedastuskerk

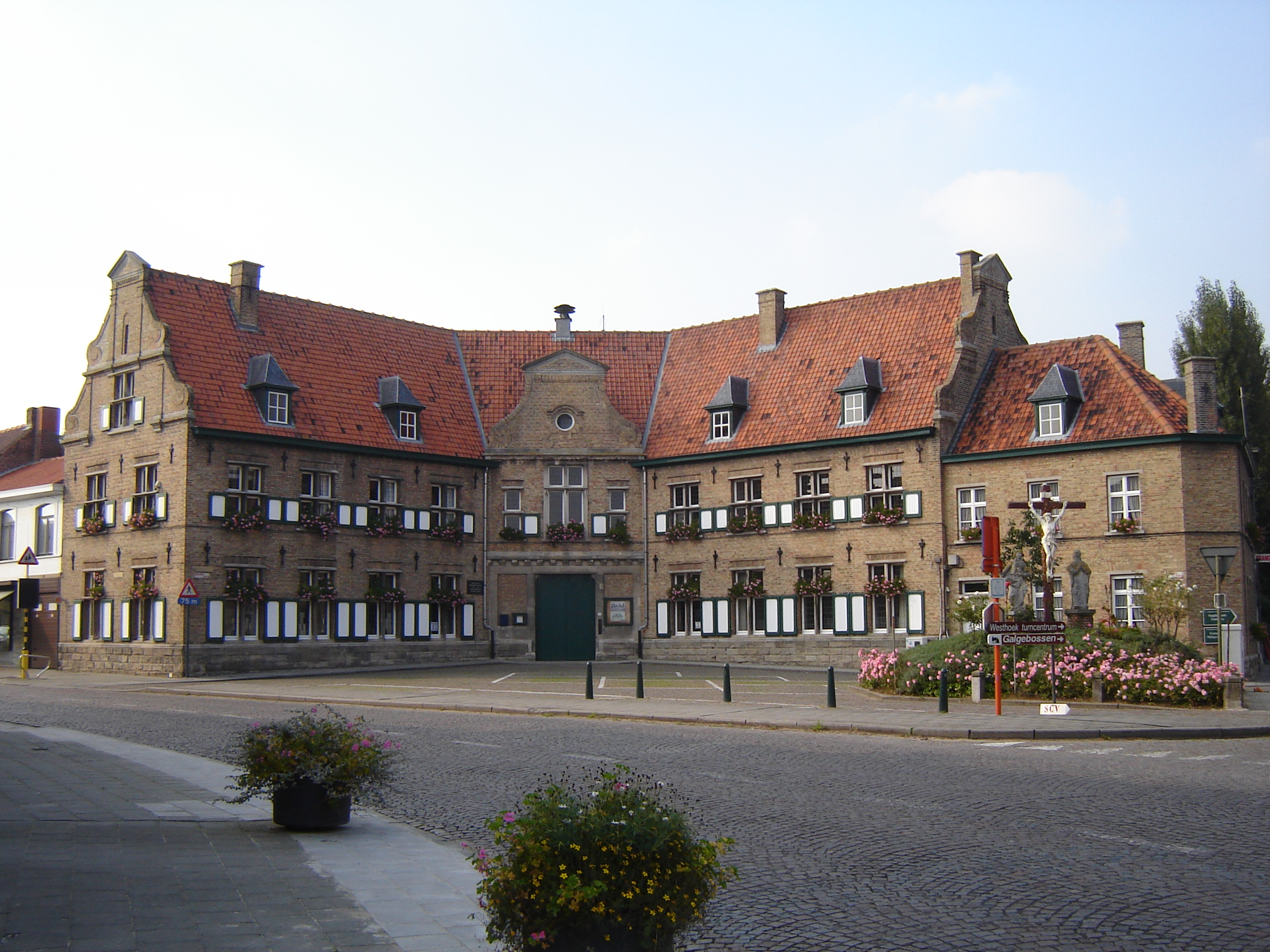
Voormalig gemeentehuis

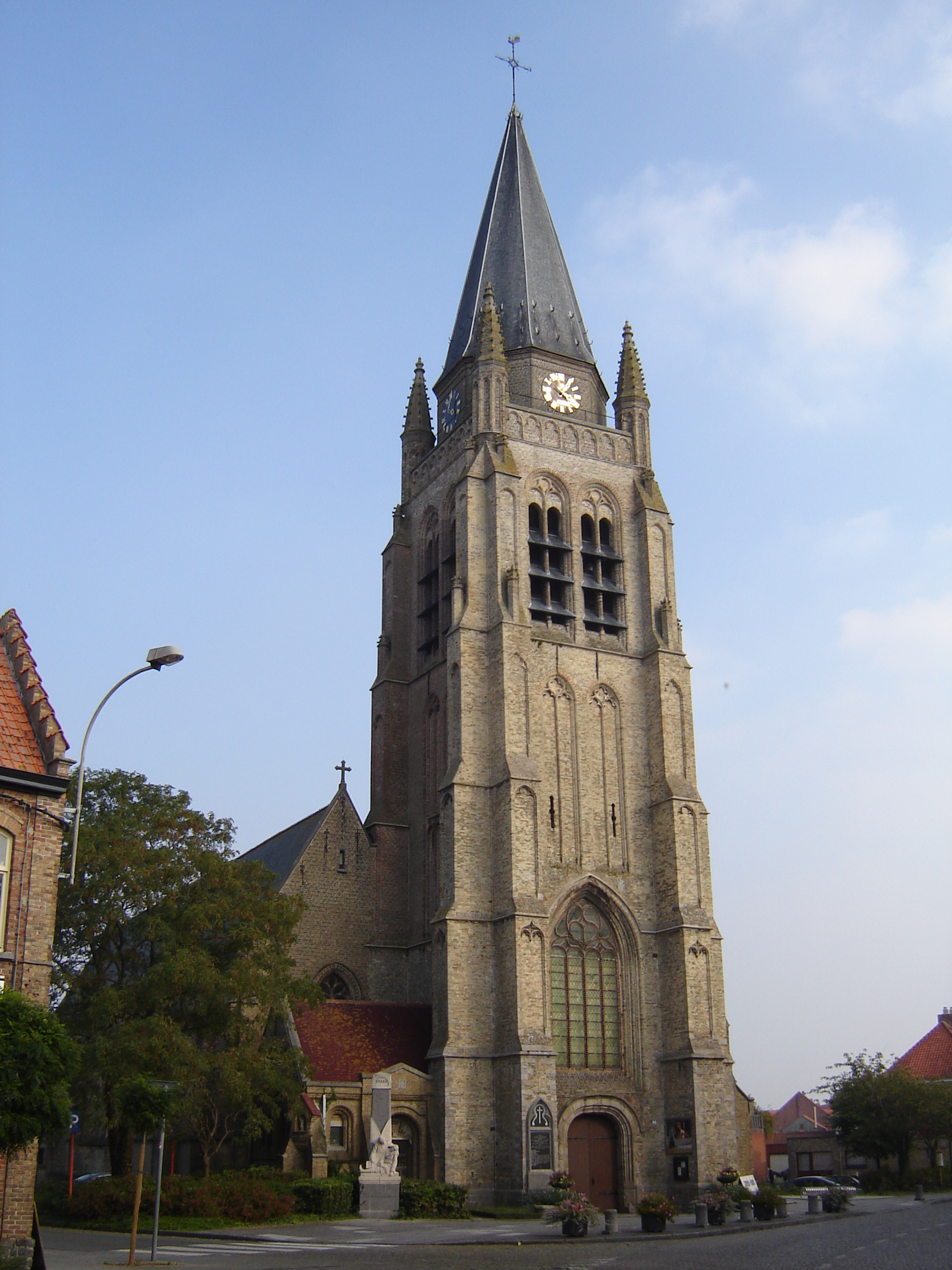
Sint-Vedastuskerk

- Het voormalig gemeentehuis van Vlamertinge uit 1922, in neo-Vlaamse-renaissancestijl
- Het Kasteel van Vlamertinge of Kasteel du Parc werd gebouwd in 1857-1858 in opdracht van burggraaf Pierre-Gustave du Parc, naar een ontwerp van Joseph Schadde.
- In Vlamertinge liggen een aantal Britse militaire begraafplaatsen uit de Eerste Wereldoorlog:
  - Brandhoek Military Cemetery
  - Red Farm Military Cemetery
  - Vlamertinghe Military Cemetery
  - Vlamertinghe New Military Cemetery
  - Railway Chateau Cemetery
  - Divisional Cemetery
  - Brandhoek New Military Cemetery
  - Brandhoek New Military Cemetery No.3
  - Hop Store Cemetery

## Natuur en landschap
Vlamertinge ligt in Zandlemig Vlaanderen, op 17 meter boven het zeeniveau. De hoogte van het grondgebied varieert van 15 tot 36 meter. De kom ligt in de vallei van de Grote Kemmelbeek.

## Onderwijs
In Vlamertinge zijn er twee lagere scholen aanwezig:
- de Vrije Basisschool de VLAM met een vestiging in Vlamertinge en het gehucht de Brandhoek;
- de basisschool 'Groei' Vlamertinge (GO!-onderwijs).

## Economie
In Vlamertinge bevinden zich 70 à 80 winkels. Ten zuiden van de kom ligt een bedrijventerrein tegen de in 1981 aangelegde noorderring (N38). Een van de bedrijven is Valcke, dat betonconstructies maakt en een der grootste werkgevers van het dorp is.

## Politiek
Vlamertinge had een eigen gemeentebestuur en burgemeester tot de fusies van 1977. 
Meiers (bestuur)
- 1796-1799: Joannes Gontier
- 1799-1806: François Ignace Gryson
- 1806-1820: Jean Ignace Onraet

Burgemeesters
- 1820-1836: Lucien Boedt
- 1836-1842: Joseph Verminck
- 1843-1862: Dominique van Zuylen van Nyevelt
- 1862-1895: Jules Veys
- 1896-1909: Amand Vandaele
- 1910-1927: Evarist Vande Lanoitte
- 1927-1928: Marcel Vandenbulcke (dienstdoende burgemeester)
- 1928-1947: Florentin Bouton
- 1941-1944: Rafaël Six (oorlogsburgemeester)
- 1947-1952: Usmar Bonte
- 1953-1970: Julien Bouton
- 1970-1976: Georges Platteau

Na de fusie behoorde Vlamertinge bij Ieper. De burgemeesters van Ieper werden daarbij mee verantwoordelijk voor Vlamertinge en andere deelgemeenten.

## Sport
- Voetbalclub KSK Vlamertinge is sinds de jaren 30 aangesloten bij de Belgische Voetbalbond en actief in de provinciale reeksen.
- Volleybalclub Vlamvo Vlamertinge speelde enkele seizoen in de Eredivisie van het Belgische vrouwenvolleybal. In 1990 eindigde de club nog vierde, maar zakte nadien terug. In 2005 bereikte de club opnieuw de hoogste afdeling met een zesde plaats in 2007 als beste resultaat. Sindsdien is de club actief op divisieniveau.

## Bijnaam
Men spreekt van "Vlamertingse Pottenbrekers", en de potten die hier bedoeld worden, zijn klaarblijkelijk bierpotten. Rond de 15e eeuw stond Vlamertinge erom bekend dat het een dorp was waar veel gevochten werd in o.a. herbergen. Zo blijkt ook uit een kort gedicht:

Aerdighe dingen 
In Vlaemertinghen 
Zyn altyd te zien 
En wie zal 't verbien ? 
Quetseur en wonden, 
Op alle stonden ; 
't Is kloppen en slaen 
Voor al die d'er gaen !

## Geboren
- Joris Six (1887-1952), bisschop

## Ereburgers
- Jan Hoet (eerste persoon in de geschiedenis van Vlamertinge die het ereburgerschap verkreeg)

## Nabijgelegen kernen
Ieper, Brielen, Elverdinge, Brandhoek, Reningelst, Dikkebus, Voormezele